# Oye (Adelsgeschlecht)

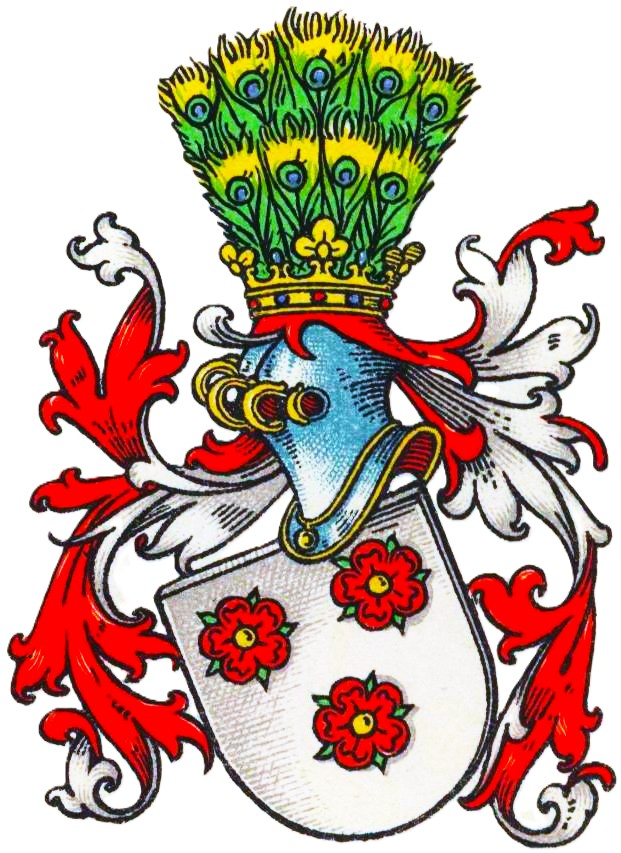
Wappen derer von der Oye im Wappenbuch des Westfälischen Adels

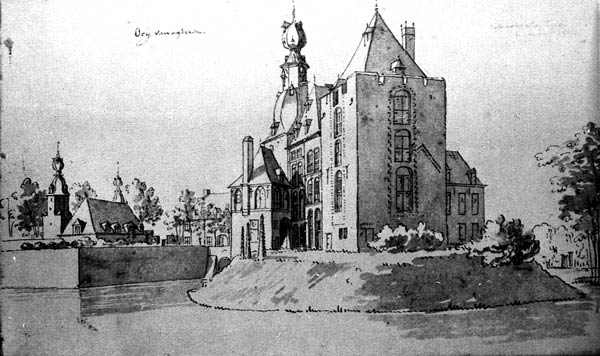
Südseite von Burg Oye, 1731

Von der Oye (auch: Oi, Oy, Ooy, Ooij o. ä., kombiniert mit verschiedenen Adelsprädikaten: von, van, de, d’) ist der Name eines noch existierenden niederländisch-belgisch-westfälischen Adelsgeschlechts.
Die Familie ist von den Schimmelpenninck von der Oye zu unterscheiden.

## Geschichte
Das Geschlecht stammt ursprünglich aus den Niederlanden von dem namensgebenden Stammsitz Burg Oye in Ubbergen-Ooij, war aber auch in Belgien, Österreich und Westfalen ansässig, u. a. in der Grafschaft Ravensberg und im Stift Minden.
Der Familienstammbaum nach dem ersten urkundlichen Erscheinen mit Stephanus I. de Oye im 11. Jahrhundert, gliedert sich in vier Zweige:
1. Ältester Zweig: Freiherren von Oye und Burggrafen von Nijmegen. Dieser Zweig starb 1633 im Mannesstamm aus.
2. Zweiter Zweig: Herren von Balgoy und Keent. In den Niederlanden in männlicher Linie im Jahr 1537 ausgestorben. In Deutschland und Österreich leben jedoch noch Nachkommen mit dem Titel Freiherr von der Oye.
3. Dritter Zweig: Grafen von Ubbergen. Dieser Zweig ist 1498 im Mannesstamm ausgestorben.
4. Vierter Zweig: Herren von Spraelant-Oostrum (van Sprolant/Spralant). Stammvater derer von Sproland ist Gerard von Oye, Bruder von Bertold, Herr von Oye (1249). Dieser Gerard nannte sich nobilis dominus Gerardus de Spralant. Seine Nachkommen ließen sich Ende des 13. Jahrhunderts in der Grafschaft Loon in Belgien nieder. Dort führten sie den Titel Burggrafen von Loon und Herren von Sassenbroek. Nachkommen dieser Linie leben noch immer in Belgien.

Während die mündliche Überlieferung die Familie Oye, wie auch das Adelsgeschlecht Snoy, auf Megingoz von Geldern und dessen Frau Geberga zurückführt, so vermutet die Wissenschaft eine Abstammung von dem Haus Arenberg. Ursprünglich gehörten die Oye dem Stand der Edelherren an. Das belegen frühe Urkunden, in denen Familienmitglieder vor den Ministerialen aufgeführt werden, so etwa Hupreth de Oy am 13. April 1104, Stephanus Oyensis 1125 und Otto de Oi am 1. August 1167. Unter den Erwerbungen des Kölner Erzbischofs Philipp I. von Heinsberg erscheint ein allodium Stephani de Oya cum ipsius loci castro. Danach hatte jener Stephan von Oye, der in anderen Urkunden von 1188 explizit liber dominus Stephanus de Oie genannt wird, freies Eigentum und gehörte den Edelfreien an. Auch im 13. Jahrhundert wahrte die Familie ihren Edelherrenstand, wie diverse Urkunden mit entsprechenden nobilis-Prädikaten belegen: Bernardus de Oy nobilis (1242, 1247), Bertholdus et Gerardus fratres viri nobiles de Oye (1249), auch Berthold allein (1255, 1260, 1262, 1263, 1265) und Gerhard allein (1285). 1285 machte Gerhardus dominus de Oye seine Burg zum Offenhaus des Grafen Dietrich von Kleve. 1300 verkaufte Bertholdus dominus de Oye dem Edelherrn Dietrich von Kleve einen Teil des Waldgebirges, das sich von Kleve nach Nütterden hinzog. Ab dieser Zeit erscheint das Geschlecht dann mit den übrigen Geschlechtern des niederen Adels und ein Standesunterschied ist nicht mehr zu erkennen.
Für die Linie in Westfalen gibt Schleicher folgende Stammfolge an:
- Rainer von Oye zu Oye ⚭ Johanna von Orsbeck zu Vlasrad
  - Maria von Oye ⚭ Daniel von Goer zu Weyer und Einrath († 1529)
  - Gerhard von Oye, Herr zu Oye, ⚭ Anna von Steprath, Tochter von Goert von Steprath zu Dodendal und Bela von Schidderich
    - Luffert von Oye zu Oye († 1573) ⚭ 1531 Sofie von Boedberg
      - Gerhard von Oye zu Oye (urkundlich 1576) ⚭ Anna Scheiffart von Merode-Schloßberg (1533–1575), Witwe des Dietrich von Lipp genannt Hoen
        - Sophia von Oye ⚭ Caspar von Boedberg zu Wankum († 1618)
        - Otto von Oye zu Oye (1574–1621), begraben in der Marienkirche in Bielefeld, 1610–1621 Drost des Amtes Sparrenberg, ⚭ Dorothea von Loë († 1658), Tochter von Bertram von Loë zu Palsterkamp und Margaretha von Horst im Bruch. Sie heiratete in zweiter Ehe 1627 Johann von der Borch zu Holzhausen 
          - Margaretha Judith von Oye (1612–1646), Erbin zu Oye, Persingen und Palsterkamp, ⚭ Rolman von dem Bylandt zu Rheydt
          - Sibilla Christina von Oye ⚭ Johann Hermann Freiherr von Diepenbroich zu Impel
          - N. N. (Tochter)
          - N. N. (Tochter)
          - N. N. (Sohn)

## Wappen
Blasonierung: In Silber drei (2:1) rote Rosen. Auf dem gekrönten Helm mit rot-silbernen Helmdecken ein grüner Pfauenbusch.